# Родриго Рохас
Хуан Родриго Рохас Овелар (на испански: Juan Rodrigo Rojas Ovelar), роден на 9 април 1988 г. във Фернандо де ла Мора, е парагвайски футболен халф, който играе за Ривър Плейт в Аржентинската първа дивизия.